# Фельтен, Юрий Матвеевич

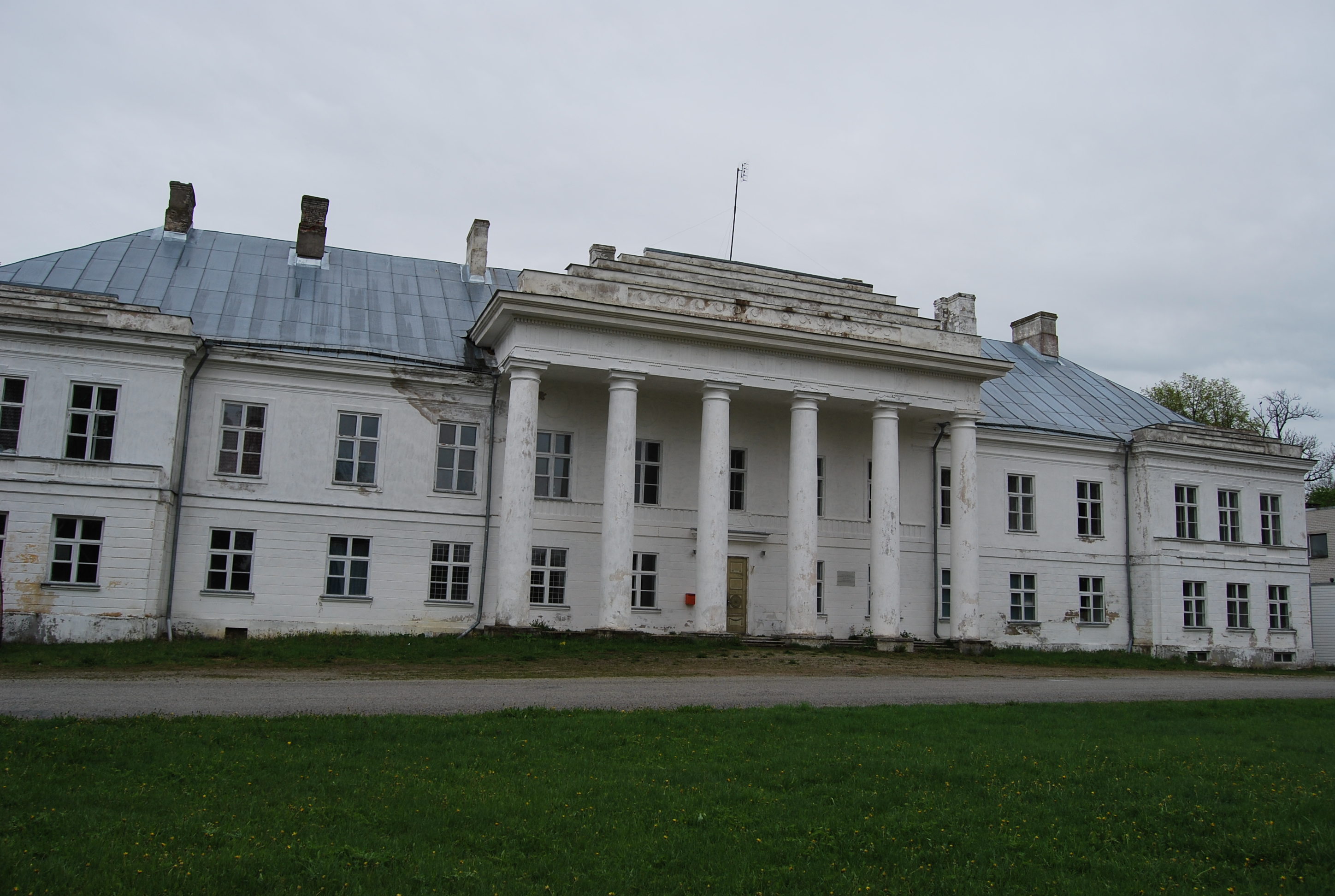
Мыза Ааспере

Ю́рий Матве́евич Фе́льтен (Георг Фридрих Фельдтен, нем. Georg Friedrich Veldten; 1730[…], Санкт-Петербург — 1801[…], Санкт-Петербург) — русский архитектор, получил образование в Германии, состоял при архитекторе Растрелли помощником по сооружению Зимнего дворца и стал ведущим архитектором в Конторе от строений Её Императорского Величества домов и садов, а с 1764 года преподавал архитектуру в Академии художеств. В 1772 году был возведён в звание академика, в 1785 избран в адъюнкт-ректоры Академии и в 1789 году стал её директором.
По идее и по чертежам Фельтена была устроена приводившая в своё время всех в удивление машина для передвижения Гром-камня, ставшего основой пьедестала конного памятника Петру Великому работы Этьена Мориса Фальконе.

## Биография
Будущий зодчий родился в семье эконома Академии наук Матиаса Фельтена (троюродный брат Иоганна Фельтена — обер-кухмейстера Петра I, который владел в Немецкой слободе участком на Дворцовой набережной, ныне дом 10). После смерти Матиаса в 1736 году дела семьи идут не лучшим образом. В 1738 году старшая сестра Фельтена Екатерина вышла замуж за профессора физики и математики Георга Вольфганга Крафта и по окончании старшего класса гимназии при Академии Фельтен вместе с семьёй в 1745 году отправляется в Германию. Юный Георг в течение нескольких лет изучает в Тюбингенском университете у Крафта математические и физические науки. Позднее Фельтен напишет об этом времени:

«…а при том по склонности моей прилежал особливо к архитектуре гражданской и к прочим художествам, которые доброму архитектору знать должно. В практике был я в герцогской резиденции Стутгарт у строения тамошнего великолепного замка весь 1747 и 1748 год, а оттуда объездил некоторую часть Германии, прибыл в 1749 году в Берлин, где также, препроводя целое лето, имел случай ещё больше утвердиться во всём том, что принадлежит к архитектуре»— РГИА, ф. 470, оп. 83/517, д. 110, 1755 г., л. 3
Осенью 1749 года Фельтен возвращается в Петербург и вскоре проходит экзамен в Собрании Академии художеств при тогдашней Академии наук, где оказалось, что «в арифметике, геометрии и в рисовании с гипсу и с печатных фигур, так и в копировании всяких архитектурных строений, уже доброе основание имеет…». К экзаменационному листу также прилагался фасад церкви (проект Преображенского собора) — единственный сохранившийся образец графики Фельтена раннего времени. Студент Фельтен обучался арифметике и геометрии у Г.-В. Рихмана, архитектуре — у И.-Я. Шумахера, рисунку — у И.-Э. Гриммеля. Дж. Валериани учил Фельтена перспективе и ордерам, а И.-Ф. Дункер — резному и лепному делу. В феврале 1752 года последовало заключение членов Собрания Академии художеств, где особо отмечалось рисовальное искусство Фельтена:

«а… в архитектуре всякие планы, фасады и профили чисто изрядно копирует, а что касается до собственных его инвенций из данного ему плана фасад и профили чертит також а в практической архитектуре проб от него не видели, однако видно, что довольную к тому способность имеет… его можно с довольною пользою употреблять в рисовании и копировании всяких архитектурных чертежей и прочаго»— АРАН, ф. 3, оп. 1, кн. 160, л. 26, 31-33, 36
В 1750—1753 гг. участвует вместе с И.-Я. Шумахером в строительстве павильона для Готторпского глобуса (не сохранился).
С 1756 года зачислен на постоянную службу в качестве чертёжника-рисовальщика в мастерской Франческо Растрелли при Зимнем дворце, а 16 октября 1760 года он был произведён в архитекторы. После увольнения в 1763 году обер-архитектора Растрелли, Фельтену приходится завершать начатое его наставником и приступить к самостоятельному проектированию. Зодчему, органически связанному с барочной традицией, предстояло искать рациональные основы нового стиля и стать одним из ярких представителей так называемого раннего классицизма.
Как художник весьма способный и сведущий в своей специальности, пользовался расположением И. И. Бецкого, который поручал ему многие работы.
В феврале 1761 года Юрий Матвеевич женился на дочери хирурга конной гвардии Христиана Паульсена Анне. Его семейная жизнь резко оборвалась: один за другим умерли два сына и дочь, а в июне 1774 года, в возрасте тридцати двух лет, умерла жена. В 1773—1784 годах Фельтен занимал участок на набережной реки Мойки. В середине XVIII века здесь находился деревянный дом Паульсена. В 1773 году этот дом был продан архитектору, который вскоре вместо него построил трёхэтажный каменный особняк, где сам и поселился. С 1810 года участок принадлежит Певческой капелле. Леонтий Бенуа при постройке здания Певческой капеллы в 1886—1889 гг. использовал фундаменты и часть стен дома Фельтена.
Было у Фельтена и собственное имение — мыза Ааспере — которой он владел с 1785 по 1796 годы. Согласно формулярному списку за 1793 год, в деревне Катентак — немецкое название мызы Ааспере вблизи Везенберга (эст. Раквере) — за Фельтеном числилось крестьян 350 душ.
Невозможность продолжать творческую работу заставила стареющего Фельтена сосредоточить всё своё внимание на преподавании в Академии. К старости он потерял зрение. Умер архитектор Юрий Матвеевич Фельтен 14 июня 1801 года.

## Канцелярия от строений и градостроительная деятельность

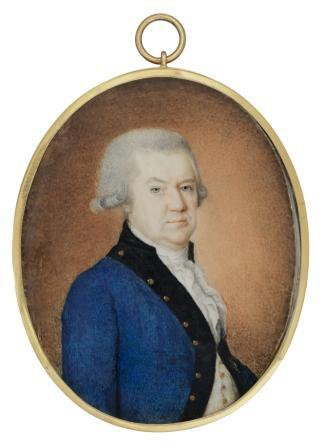
Юрий Фельтен. Портретная миниатюра работы неизвестного мастера (рубеж 1780-х — 1790-х годов; музей-усадьба Останкино)

После отъезда Растрелли в 1760-х годах Фельтен был главным архитектором Канцелярии от строений. Именно в это время у Екатерины II рождаются грандиозные честолюбивые замыслы обновления столицы и загородных резиденций. На передний план стали выдвигаться задачи градостроительного порядка, учреждается Комиссия о каменном строении Санкт-Петербурга и Москвы.
В числе первых мер по преобразованию Петербурга была замена деревянной набережной Невы каменным парапетом с лестницами-пристанями. Определяющая роль в осуществлении этого замысла принадлежала Фельтену. Трудоёмкие работы по сооружению гранитной набережной продолжались до 1780 года. Зыбкая почва укреплялась свайною бойкою, местами делалась подсыпка земли. Лестницы-причалы предполагалось сделать прямыми уступами, однако в окончательном варианте они приобрели овальные очертания. Тогда же у старого Зимнего дворца над канавкой соорудили каменный «мост со сводом и балюстрадом». Мост через Фонтанку задуман был каменным только у берегов, а в середине деревянным, с подъёмным устройством, но ради прочности его соорудили «весь каменный со сводами», тот самый, который сохранился до наших дней.
В 1773 году Фельтен по поручению двора переделывает «Глазовский дом», а уже 20 декабря 1778 года императрица велит преобразовать площадь «против императорского Зимнего дворца, между восточным углом Адмиралтейства и Миллионною улицею». В 1779 году Академия художеств объявляет конкурс на застройку площади. По итогам конкурса предпочтение было отдано модели «с порталом дорического ордера и антаблементом ордера коринфского… по открытии записки, приобщённой при упомянутой модели», сочинителем её оказался архитектор Фельтен. Предложение Фельтена фактически явилось типовым проектом по застройке площади, согласно плану реконструкции, разработанному Алексеем Квасовым ещё в 1765 году. Фельтеновские здания выстраивались по условной дуге, которую в дальнейшем сохранит и К. Росси, возводя Главный штаб (здание Росси поглотит фельтеновские постройки, но сохранит их масштабность и ритмичность всех повторяющихся элементов).
Важное градостроительное значение имело участие зодчего в благоустройстве Сенатской площади и установке памятника Петру I работы скульптора Фальконе. Фельтен победил в конкурсе Академии художеств 1768 года, целью которого было уточнение местоположения памятника и всех деталей. Фельтен выполнил план площади с обозначением контуров постамента и проект гранитной набережной. Спуски-пристани решены в тех же формах, что и остальные уже построенные, но ради большей парадности здесь на парапете сделаны скульптурные акценты. В 1770 году на выставке в Академии, наряду с архитекторами Валлен-Деламотом и Старовым, «…Фельтен представил для смотрения всенародного свой труд — проект месту статуи Петра Великого…». Скорее всего,Фельтен также был непосредственным наблюдателем перевозки Гром-камня и запечатлел с натуры основные моменты происходившего (на основе именно этих рисунков созданы офорты Якова ван де Шлея), тем более, в силу своих административных обязанностей, он должен был присутствовать на месте работ. В начале 1773 года Фельтен был назначен в помощь к Фальконе. Архитектор, умевший ладить с Бецким, мог для пользы дела улаживать портившиеся отношения между скульптором и президентом Академии художеств. После отъезда Фальконе на родину в 1778 году Фельтен осуществляет общее руководство по завершению памятника.
В 1776 году Фельтен занимался созданием памятника Екатерине II в Твери. Обелиск из дикого камня с шаром наверху был заложен 28 июня 1777 года на центральной площади города против здания Присутственных мест и стал единственным прижизненным монументом в честь правящей монархини.
В 1784 году Фельтен, возглавлявший Контору от строений е.и.в. домов и садов, попросил отставку, жалуясь на плохое здоровье и прогрессирующую слепоту:

«…изнуренный трудами и летами, начинаю терять мои силы, и даже зрение, почему опасаясь вместо приобретенных до ныне службою моею ваших милостей (И. И. Бецкого), упущением по моим должностям не от нерадения, но от единой невозможности, привлечь на себя какое недовольствие почитаю за долг мой, покорнейше просить себе увольнения…»— РГАДА, ф. 470, оп. 34/518, д. 170, л. 1, 2, 9, 1784 г.

## Педагогическая деятельность
24 сентября 1772 года в Публичном собрании Академии художеств Фельтен произведён в профессора архитектуры, что давало право преподавать в классах. По решению Совета Академии 30 мая 1775 года «за отъездом господина адъюнкта Деламота архитектурный класс поручается господину профессору Фельтену». С 1 июня 1775 года он был зачислен в штат Академии в звании старшего профессора с жалованьем 600 рублей в год. Некоторые его ученики становятся его ближайшими помощниками. Среди них — Егор Соколов. Среди учеников также стоит отметить самых видных: Андреян Захаров, братья Александр и Андрей Михайловы, Степан Иванов, Евлампий Цыгорев, Ифаст Матвеев, Александр Стариков, Василий Кайгородов, Павел Шрётер, Готлиб Паульсен.
В июле 1785 года Фельтен был объявлен адъюнкт-ректором. Пришла известность и более широкая: ещё в 1783 году Фельтен был избран корреспондентом Французской Королевской академии. Некоторое время Фельтен, которому оказывал покровительство И. И. Бецкой, занимал пост директора Академии художеств (1789—1794).

## Архитектурная деятельность

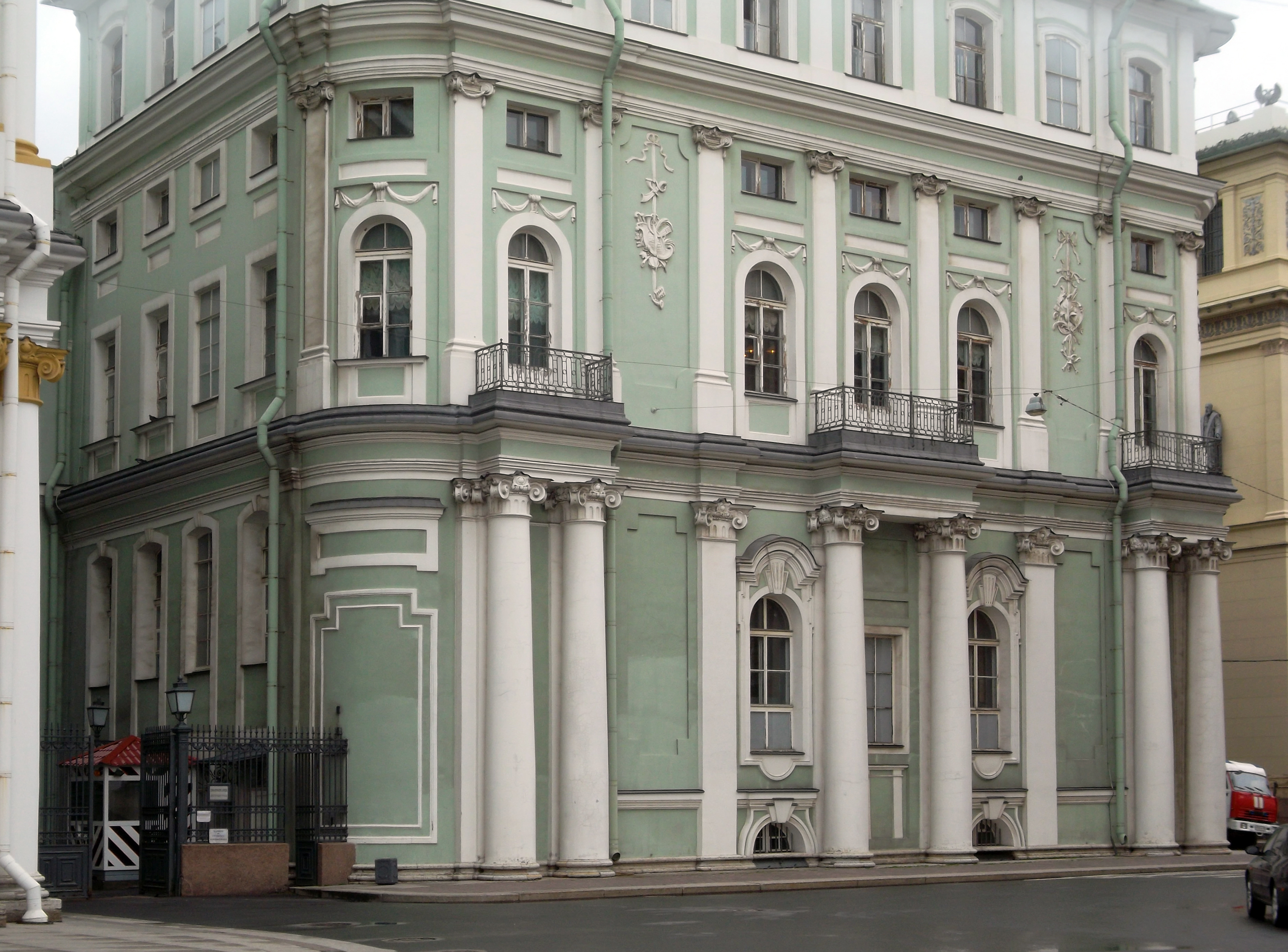
Малый Эрмитаж

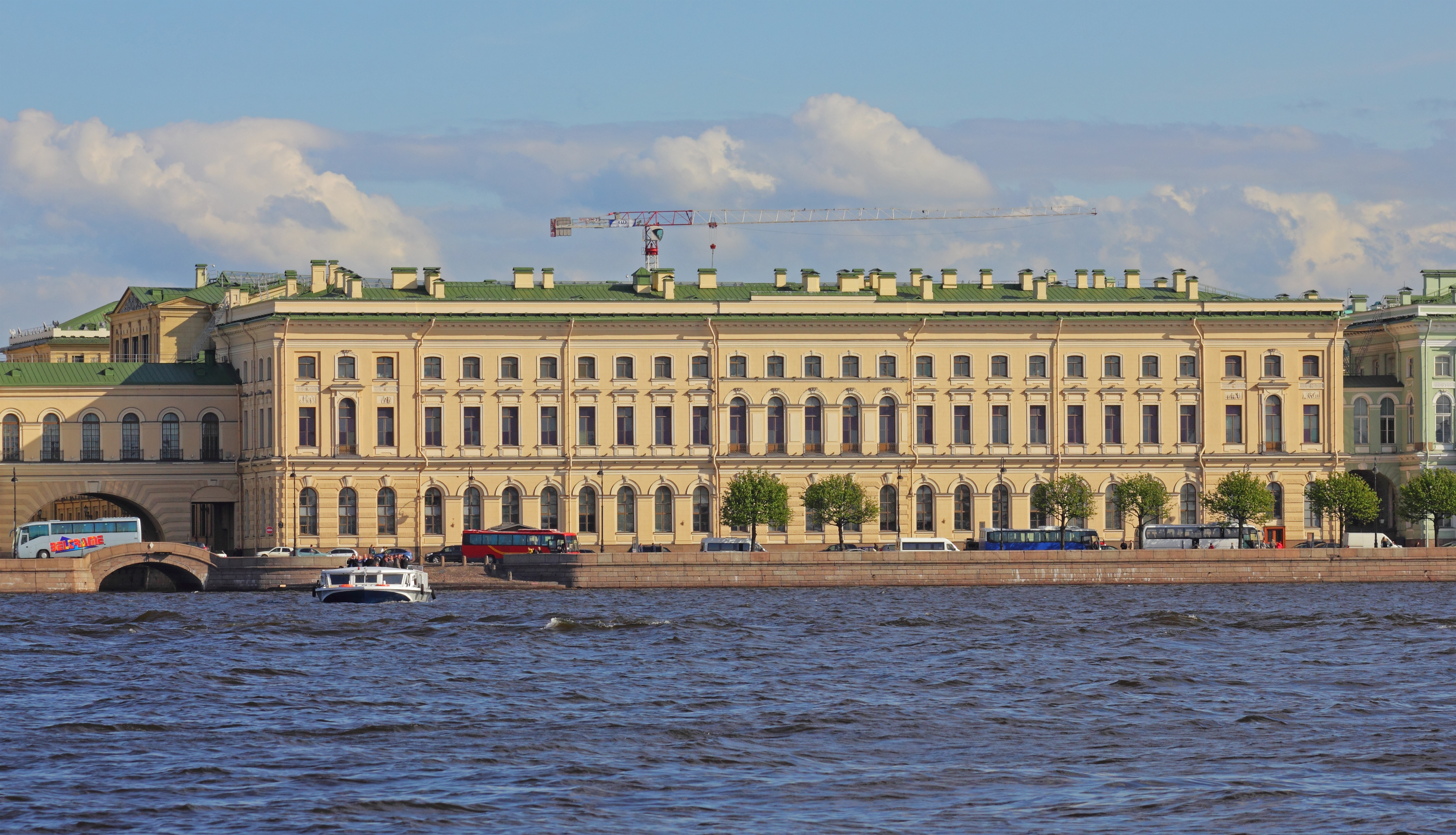
Большой Эрмитаж

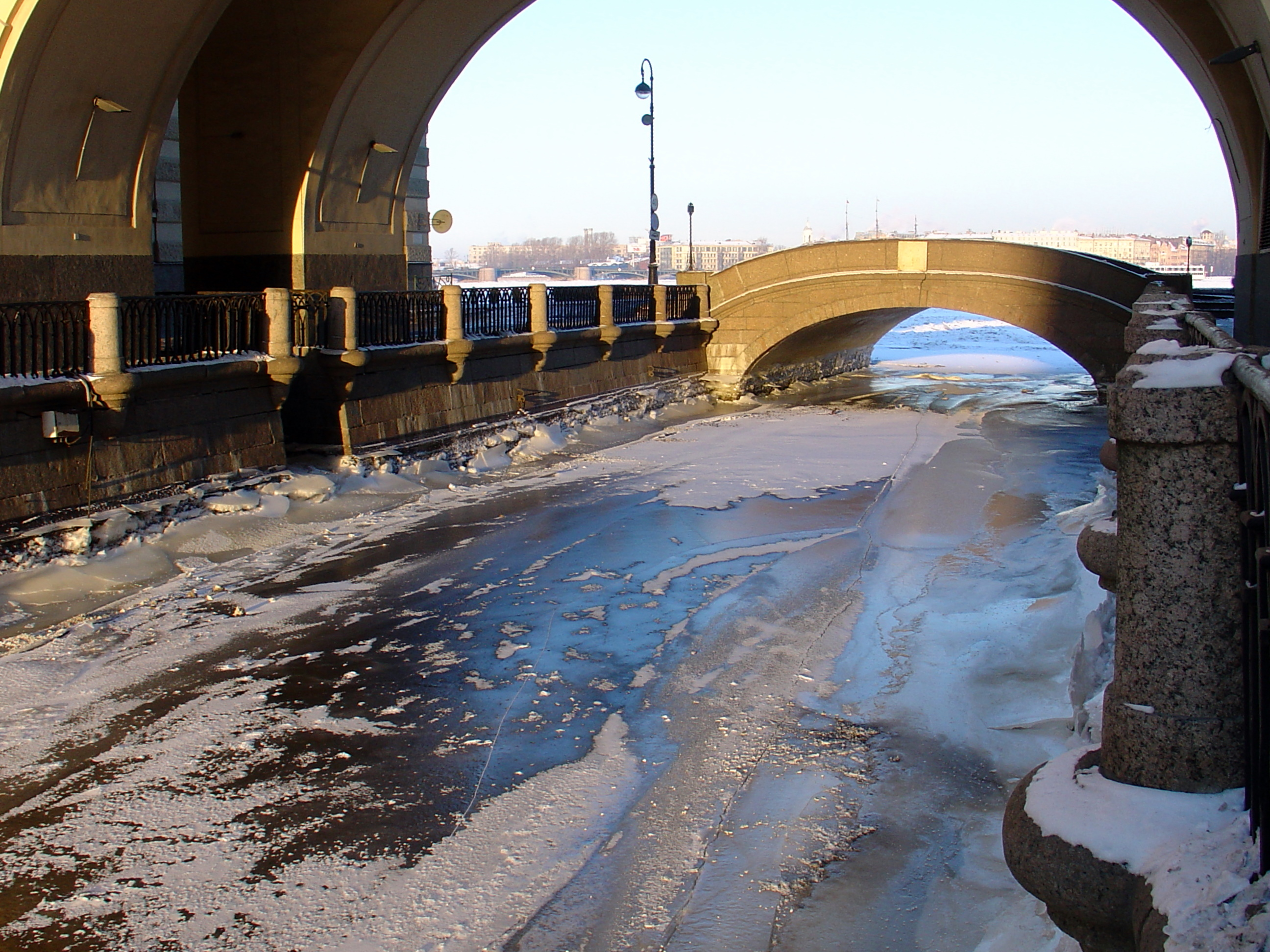
Эрмитажный мост

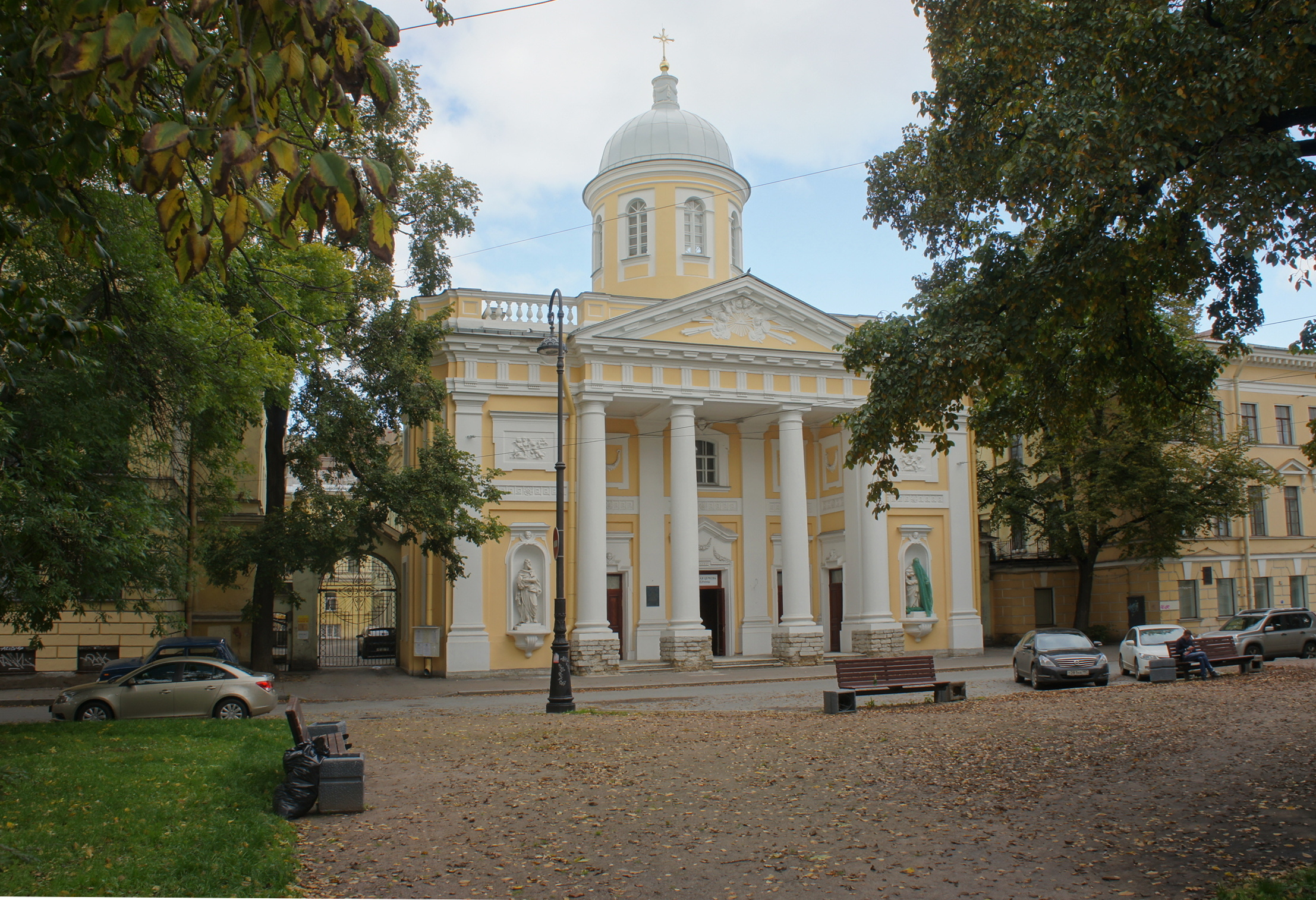
Церковь Святой Екатерины на В. О.

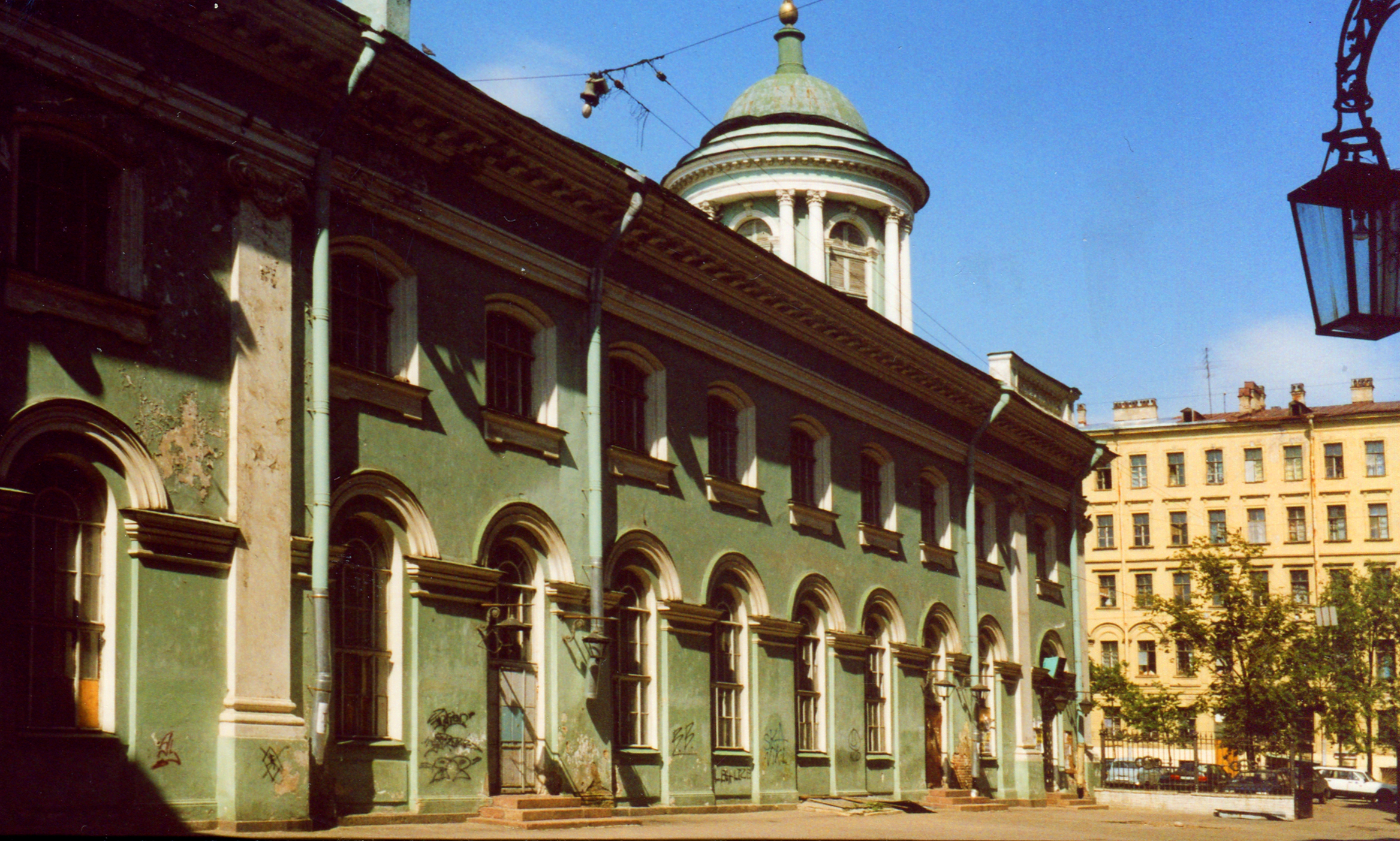
церковь Святой Анны

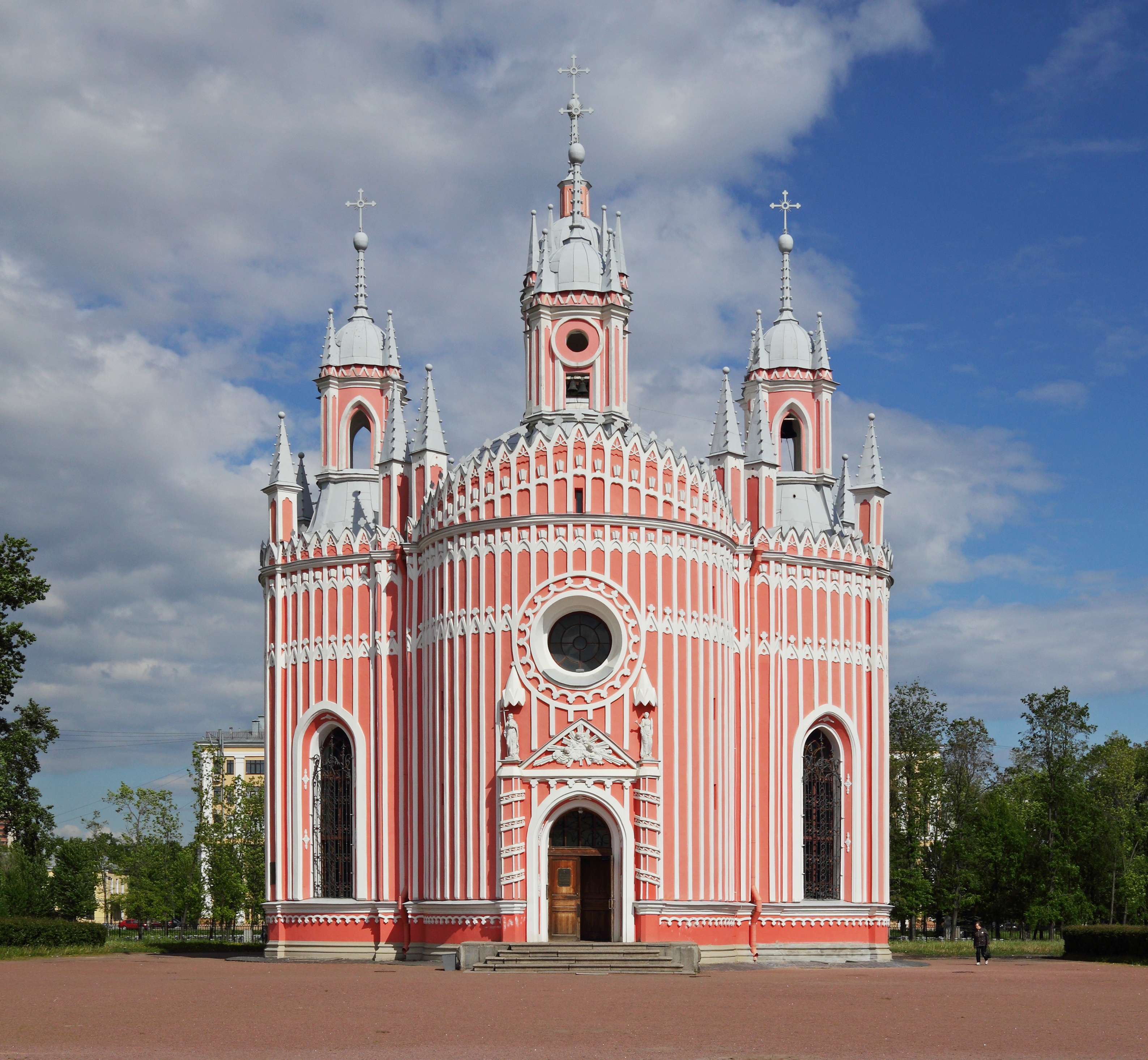
Чесменская церковь

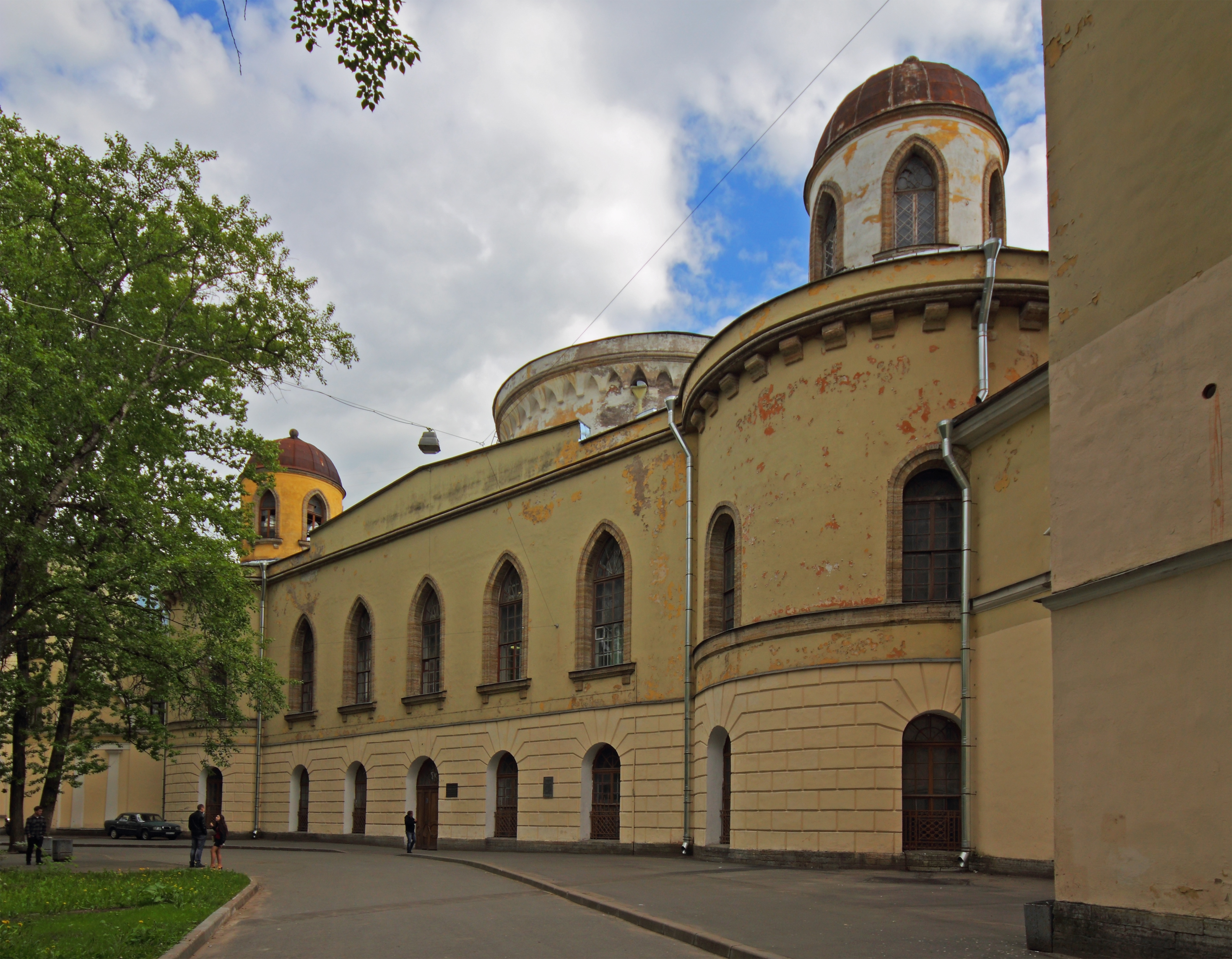
Чесменский дворец

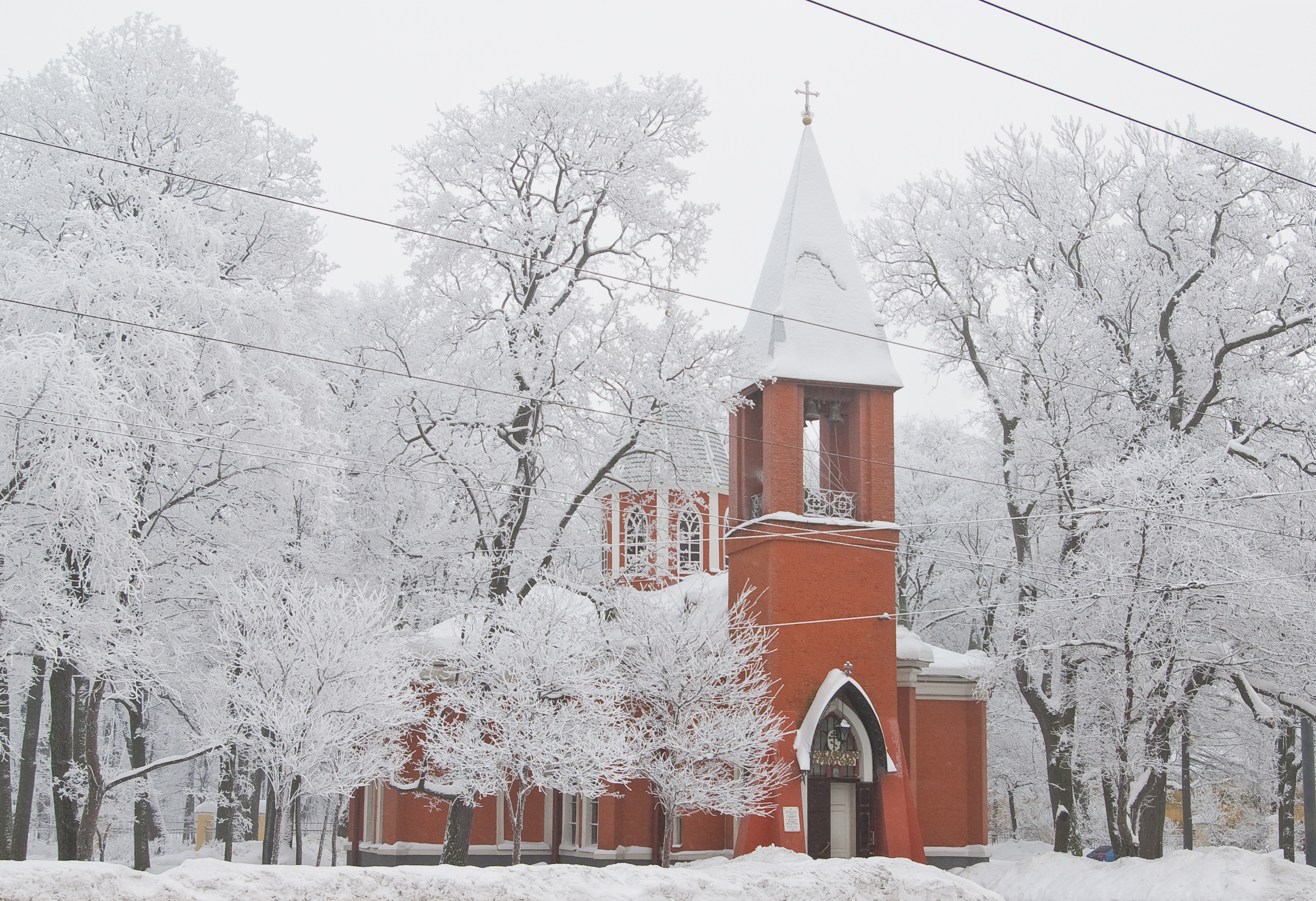
Церковь Иоанна Предтечи на Каменном острове

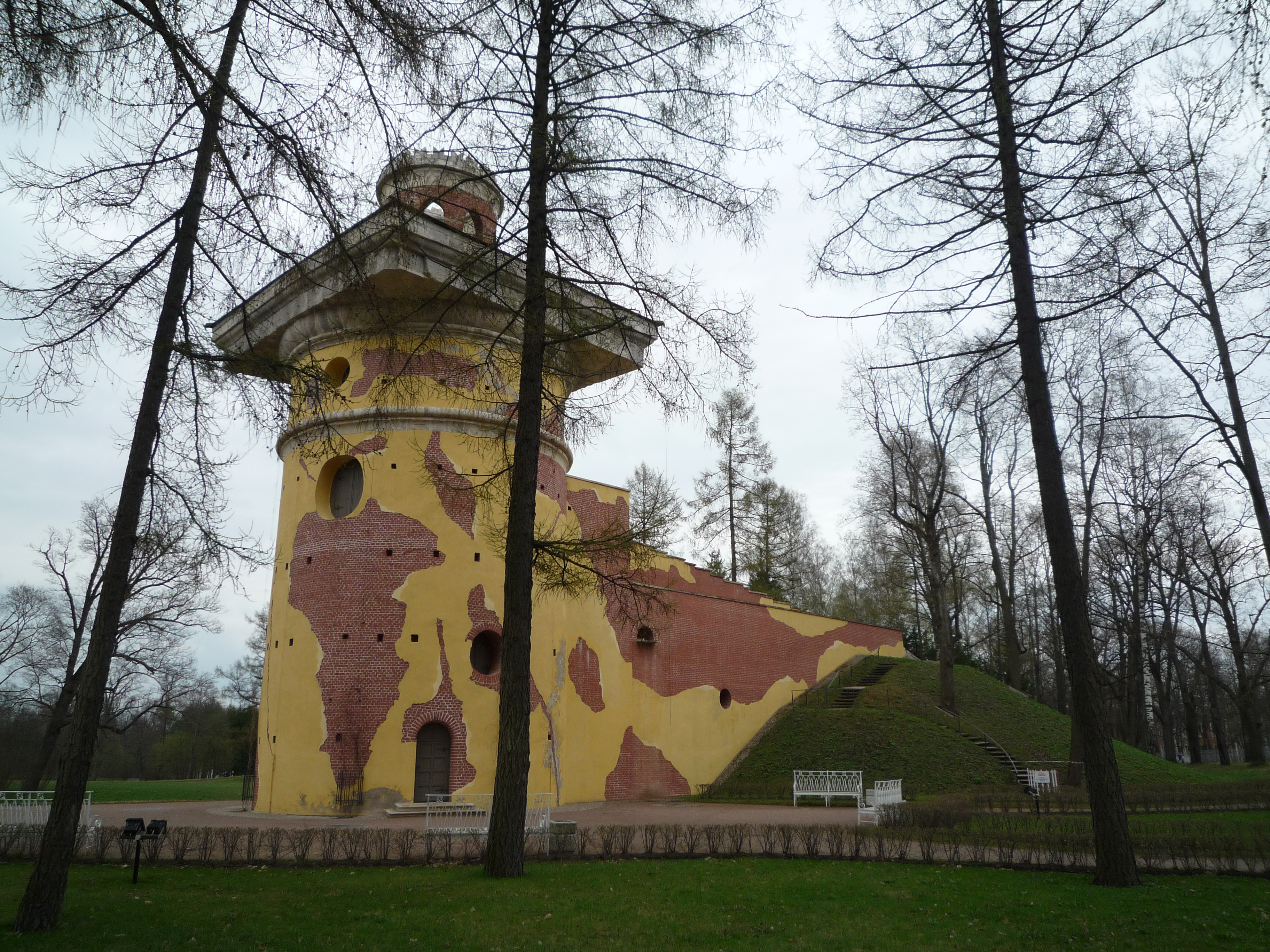
Башня-руина в Царском Селе

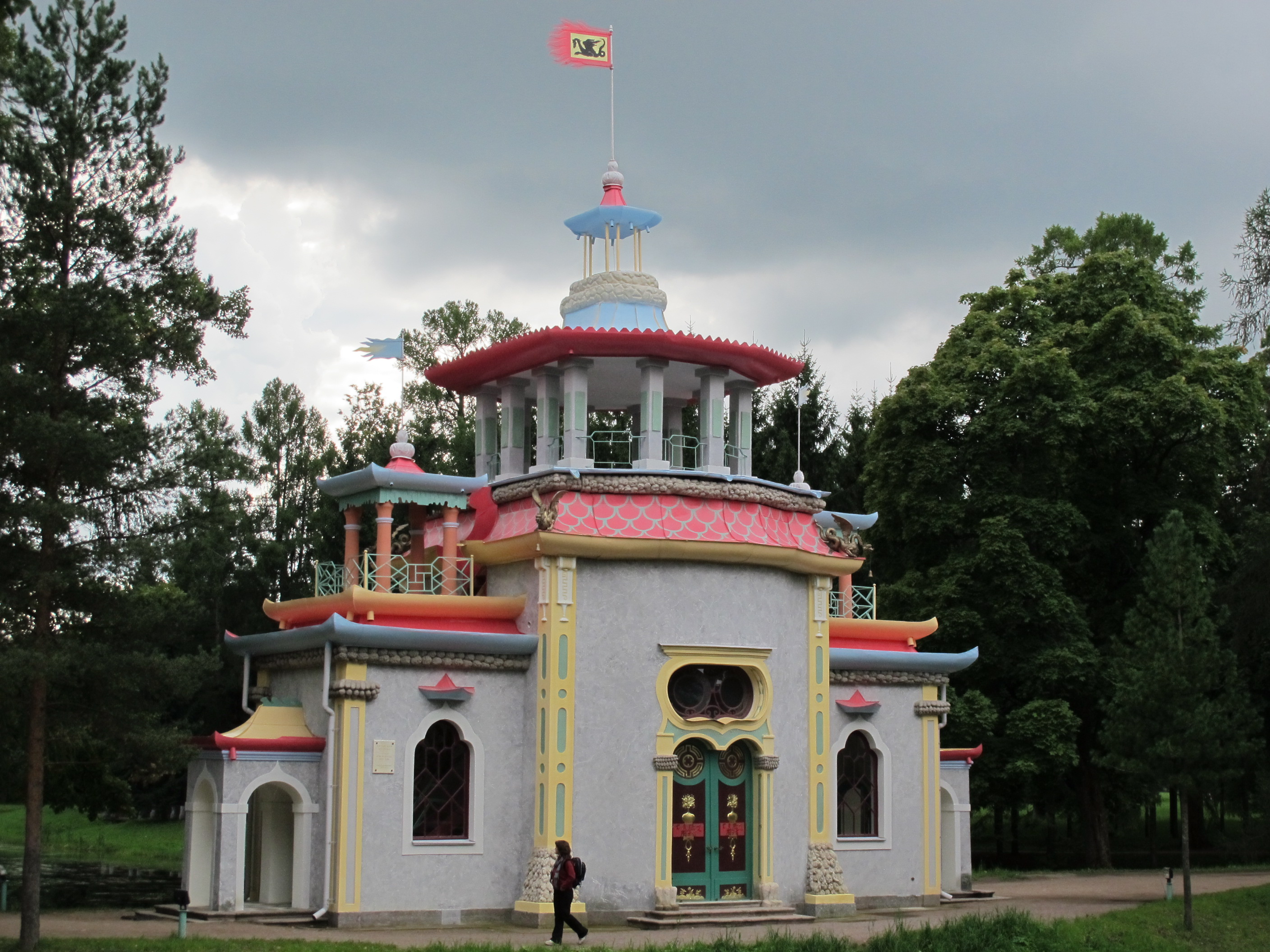
Скрипучая беседка в Царском Селе

Получив в 1760 году звание архитектора, он продолжал работать в Зимнем дворце. В феврале 1764 года проходит «апробацию» его проект Путевого дворца в Смоленске. Инициированный генерал-губернатором Смоленска графом В. В. Фермором, этот проект мог стать типовым для такого рода построек. Фельтен был одним из первых, кто предложил использовать в отделке интерьеров цветной естественный камень. По инициативе возглавляемой Фельтеном Конторы от строений организуются экспедиции (первую из них в 1765 году возглавил Яков Данненберг) для изучения месторождений мрамора, агата, хрусталя и других минералов. 1760—1770-е годы стали периодом становления и расцвета таланта Фельтена. Будучи современником таких мастеров раннего классицизма, как А. Ф. Кокоринов и Ж-Б. Валлен-Деламот, Фельтен был ещё и представителем местной петербургской школы. А индивидуальные эклектические искания архитектора в области псевдоготики сделали его одним из ярких представителей романтизма.

### Храмовая архитектура
Замечательны церковные постройки Фельтена, значительная часть которых относится к памятникам раннего классицизма, когда происходит усиление формообразующего начала архитектурного ордера. Архитектор создал особый тип небольшого однокупольного храма. Предельная лаконичность храма сочетается с завершённостью форм и выразительностью силуэта, где ордер играет активную роль. Однако, в творчестве зодчего можно встретить и храмы в приёмах неоготического стиля. Обилие пластических элементов на фасадах смягчает строгий образ архитектуры, придаёт этим культовым постройкам праздничность.
Первый опыт работы в этой области Фельтен приобрёл в 1765 году, когда участвовал в конкурсе на проект восстановления к тому времени трижды горевшей колокольни Петропавловского собора.
В соответствии с манифестом, изданным в июле 1763 года, о свободном отправлении церковных обрядов всеми народами, поселившимися в России, в обеих столицах были отведены места под строение иноверческих церквей и причастных к ним зданий. Фельтен возводит лютеранские церкви Святой Анны на Кирочной ул., 8, Святой Екатерины на Большом пр. В. О., 1 и Шведскую церковь (не сохранилась); православные церковь Рождества Иоанна Предтечи на Каменном острове и Чесменскую церковь; реформатскую Французскую церковь (впоследствии существенно перестроена).
Фельтен неоднократно выполнял заказы известного семейства Лазаревых, так на Невском пр., 40-42 была возведена Армянская Апостольская церковь Св. Екатерины. 22 мая 1770 года по челобитной главы армянской общины И. Л. Лазарева «с прочими армянами» последовало повеление Екатерины II «дозволить им построить в Петербурге церковь». Сооружение её велось быстро и уже в 1772 году церковь была освящена. На сооружение храма Лазарев пожертвовал 30 000 рублей, на которые и была сооружена церковь в соответствии с парадным великолепием центра столицы. За такую услугу Лазареву было разрешено возвести свой собственный дом с южной стороны в линию с застройкой проспекта (Невском пр., 40). Выстроенное по проекту Фельтена жилое здание обошлось Лазареву в 50 000 рублей. Строительство восточного флигеля производилось на десятилетие позднее, возможно, помощником Фельтена арх. Егором Соколовым. Таким образом храм возвышался в центре участка, а по сторонам его фланкировали жилые дома. Из-за этого и главный фасад с входом в церковь неизбежно должен был быть ориентирован на Невский с южной стороны, что не соответствовало традициям. По проекту Фельтена была построена в 1779 году армянская церковь в Москве (не сохранилась).
В Выборге Фельтен строит лютеранский собор Святых Петра и Павла.
Возможно, по проекту Фельтена была построена лютеранская деревянная церковь в Павловске (сгорела в 1876 году) и церковь в Мариенгофе на правом берегу Луги.

### Образовательные учреждения
С 1760-х годов в России под влиянием идей Эпохи Просвещения развернулась деятельность по созданию воспитательных и разного рода благотворительных заведений, которую возглавил Бецкой, а неизменным исполнителем всех его замыслов оставался Фельтен.
Для Опекунского совета, ведавшего делами Воспитательного дома, Фельтен строит два здания.
В 1778—1779 годах он возводит здание Ломбарда и Воспитательного дома при нём. Главный фасад был обращён на Миллионную улицу и Красный канал. Чуть позже в комплекс вошли ещё два рядом расположенных дома. В 1797 году Петербургский Воспитательный дом был переведен в бывший дворец графа К. Г. Разумовского на Мойке, 48. В 1816 году архитектор В. П. Стасов, создавая здание Павловских казарм, несколько перепланировал и «одел» постройки единым фасадом, сохраняя пропорции и частично — первый ярус фельтеновского здания.
В 1764—1775 годах по проекту Юрия Матвеевича возводится здание Училища мещанских девиц близ
Смольного монастыря. Окончание же строительства монастыря, возводившегося по проекту Франческо Растрелли и заброшенного после его отъезда, приказом Бецкого от 29 декабря 1764 года с 1 января следующего года было поручено Фельтену. Помощником к нему назначили П. Егорова, а несколько позднее и П. Крылова.
После смерти Кокоринова в 1772 году на Фельтена были возложены обязанности руководителя строительства здания Академии художеств. Непосредственно с именем зодчего связано окончание главного южного фасада здания и вестибюля с парадной лестницей. Помощниками в это время были ближайший ученик Егор Соколов и каменного дела мастер И. Руска.

### Дворцовые постройки
1770—1780-е годы — период интенсивного дворцового строительства. Возглавив Контору от строений Фельтен так или иначе имел дело со всеми постройками дворцового ведомства. Ещё в 1762 году в южной части Зимнего дворца Фельтен готовит девять комнат для наследника. Фельтен руководит работами по возведению сооружений для грандиозного фейерверка по проекту Я. Штелина, устроенного 28 июня 1763 года. В 1764 году начинается возведение Малого Эрмитажа — здания, которое должно было стать символом просвещённой эпохи Екатерины II. В 1771 году Фельтен начинает строительство ещё одного дворцового корпуса в линию с Эрмитажем — здания Большого Эрмитажа на набережной. В 1780-х годах с возведением через Зимнюю канавку галереи-перехода к Эрмитажному театру окончательно формируется уникальный ансамбль дворцовых построек, выходящих на Неву. Редкому по смелости инженерного замысла сооружению арки через Зимнюю канавку архитектор нашёл и замечательное образное выражение, создав удивительный по красоте и законченности уголок Петербурга.
На территории южнее Большого Эрмитажа, параллельно Малому Эрмитажу в период с 1764 по 1766 годы Фельтен возводит корпус Конюшен, Манеж с надстройкой «жуидепома» и флигель, выходящий фасадом на Миллионную улицу. Интерьер Манежа был отделан с большой роскошью.
В 1767 году Фельтен участвовал в конкурсе на проект «Тронного зала» в Зимнем дворце, отделку которого не успел осуществить Растрелли. Тогда же была изготовлена и модель, которую подверг критике Валлен-Деламот. В новом вкусе, как того требовал двор Екатерины II, Фельтен оформил залы в Петергофском дворце: Чесменский, Тронный и Белую столовую. Там же архитектор перерабатывает и другие растреллиевские интерьеры: Куропаточная гостиная, Диванная, Коронная.
В Царском Селе Фельтен возводит Зубовский корпус — флигель Екатерининского дворца. А на седьмой версте дороги в Царское село в 1774 — 1777 годах был построен путевой увеселительный дворец в ложноготическом стиле — Чесменский дворец.

### Архитектура малых форм
Большой комплекс разного рода работ выполнял Фельтен в императорских резиденциях под Петербургом, в том числе в Петергофе: он в 1769 году совместно с С. Волковым и П. Патоном участвует в капитальном ремонте Грота. Знание инженерно-строительного дела помогло зодчему в работе с фонтанами Нижнего и Верхнего парков. По чертежам Фельтена вблизи Монплезира была устроена купальня и новый облик фонтана, известный теперь как фонтан «Солнце».
В собрании Государственного Эрмитажа хранится садовая серия — девятнадцать разнообразных сюжетов, составляющих парковую сюиту, относящиеся к декоративным затеям Царского Села. Значительное место в серии, выполненной в конце 1760-х годов, занимают изображения, выполненные по мотивам китайского искусства. Мостики и беседки вписывались в пейзаж как декоративные элементы, привлекавшие внимание силуэтом и причудливостью форм. Скрипучая беседка — наиболее известное произведение Фельтена в «китайских» формах. Зодчий пробует себя также и в других стилевых направлениях, создавая романтические образы парковых сооружений: Башня-руина возведена по повелению императрицы Екатерины II в 1771—1773 году в честь побед в русско-турецкой войне. Памятник был задуман как фрагмент руин турецкой крепости, состоящей из гигантской башни и части крепостной стены с системой оборонных устройств. В качестве источника идей архитектор широко использовал увражи: образцом для создания Готических ворот послужило изображение из английского гравированного альбома 1759 года.
В связи с устройством Дворцовой набережной архитектор проектирует и строит гранитные парапеты и лестницы-причалы, возводит со стороны Невы знаменитую решётку Летнего сада (1770—1784 годы). Ажурные кованые створки ворот позволяли видеть с набережной фонтаны на главной аллее и далёкие перспективы сада. Для ограды использовали 36 «столбов дикого морского камня», добытого в Финляндии и мастерски превращённые каменотёсами в колонны.

### Производственные здания
По проекту Фельтена в 1777—1778 годах возводилась Гранильная мельница в Петергофе. А в 1787—1789 годы — Бумажная фабрика в Ропше для И. Л. Лазарева. Ещё в сентябре 1786 года крестьяне Иван Кузьмин, Григорий Тиханов, Осип Кузьмин «с товарищи» подрядились выполнить в будущем сезоне все земляные, каменные и штукатурные работы по новому зданию фабрики, «…как показано будет». Разрушенное в годы Великой Отечественной войны здание Бумажной фабрики восстановлено. Обширные водоёмы и сама постройка нашли новое хозяйственное применение (была устроена Опытная рыбная станция). Главный фасад здания, перестроенного в XIX, XX веках, решён в приёмах, характерных для Юрия Фельтена.

### Перечень работ
Сохранился формулярный список архитектора, своего рода анкета, в котором Фельтен описывает своё продвижение по службе. Перечислены работы Фельтена также и в книге И.-Г. Георги.

#### в Петербурге
- 1763—1770 — Эрмитажный мост, 1-й Зимний мост, Дворцовая набережная и ограда Летнего сада[21]
- 1760-е — Дом Мятлевых на Исаакиевской площади (авторство не доказано)
- 1764—1766 — Малый Эрмитаж (Южный павильон), галереи и висячий сад (завершён в 1773 г.)
- 1765—1775 — Училище для мещанских девиц при Смольном[22]
- 1768—1771 — Лютеранская церковь Святой Екатерины на Большом пр. В. О., 1
- 1771—1776 — Армянская церковь Св. Екатерины и дом общины на Невском пр., 42
- 1771—1787 — Большой Эрмитаж и переходная арка-галерея над Зимней канавкой
- 1774—1777 — Чесменский дворец
- 1775—1779 — Лютеранская церковь Святой Анны на Кирочной ул., 8
- 1776—1778 — Иоанновская церковь на Каменном острове
- 1776—1780 — Каменноостровский дворец[23]
- 1777—1780 — Чесменская церковь
- 1770—1780 — по проекту архитектора был возведён ряд зданий вдоль южной границы Дворцовой площади, их расположение послужило прообразом формы здания Главного Штаба
- 1784—1787 — Дом Бецкого
- 1778—1780 — Здание Воспитательного дома и Ломбарда по Миллионной ул., 2 (вошли в здание Казарм Павловского полка)
- 1791—1793 — Церковь Святого Воскресения в Смоленском армянском кладбище (?)
- 1770-е — Особняк А. Л. Нарышкина на Английской наб., 10 (?)
- 1768—1771 — Дом Чичерина (?)
- 1800-е — Дом Лебедева на Фонтанке, 87[24]

#### в пригородах Петербурга
- Интерьеры Чесменского, Столового и Тронного залов в Большом Петергофском дворце;
- Зубовский корпус Екатерининского дворца, Башня-руина и Скрипучая беседка в Царском Селе;

#### в других городах
- 1770-е годы — усадьба Вильповицы (Лапина) в с. Вильповицы Ломоносовского р-на.
- 1777—1778 годы — Петергофская гранильная фабрика[25]
- 1780-е — мыза Ааспере — собственный дом и усадьба вблизи г. Везенберга (эст. Раквере).
- 1787—1789 годы — Бумажная фабрика в Ропше.
- 1793—1799 годы — лютеранский собор Святых Петра и Павла в Выборге.
- 1790-е годы — Преображенская церковь в с. Красное Старицкого уезда Тверской губернии.

#### утраченные и нереализованные
- 1764 год — путевой дворец в Смоленске (неосуществлённый проект);
- 1764—1766 годы — примыкающие к Малому Эрмитажу конюшни, манеж и флигель Зимнего дворца, выходящий фасадом на Миллионную улицу (снесены в 1840 году под строительство здания Нового Эрмитажа);
- 1770—1772 годы — Французско-немецкая реформатская церковь св. Павла на Большой Конюшенной ул., 25 (перестройка в 1839 году Г. А. Боссе и Ю. О. Дютелем в 1858-м)[26];
- 1770-е — Особняк на Дворцовой наб., д. 12-14 (?) (здание полностью разрушено во время войны)[27];
- 1776—1778 годы — памятник Екатерине II в Твери (снесён в 1811 г.);
- 1779—1780 годы — армянская апостольская Крестовоздвиженская церковь в Москве (снесена в 1930-х);
- 1780-е — «Глазовский дом», дом А. Д. Ланского, дом Я. А. Брюса, входившие в застройку вдоль южной границы Дворцовой площади (снесены в 1819 при строительстве здания Главного штаба);
- 1781—1788 годы — церковь св. Николая в селе Посадниково в усадьбе А. Д. Ланского в селе Посадниково Новоржевского района Псковской области (разобрана в 1920 г.);
- Шведская церковь в Петербурге (не сохранилась);
- Лютеранская церковь в Мариенгофе на правом берегу Луги (не сохранилась).

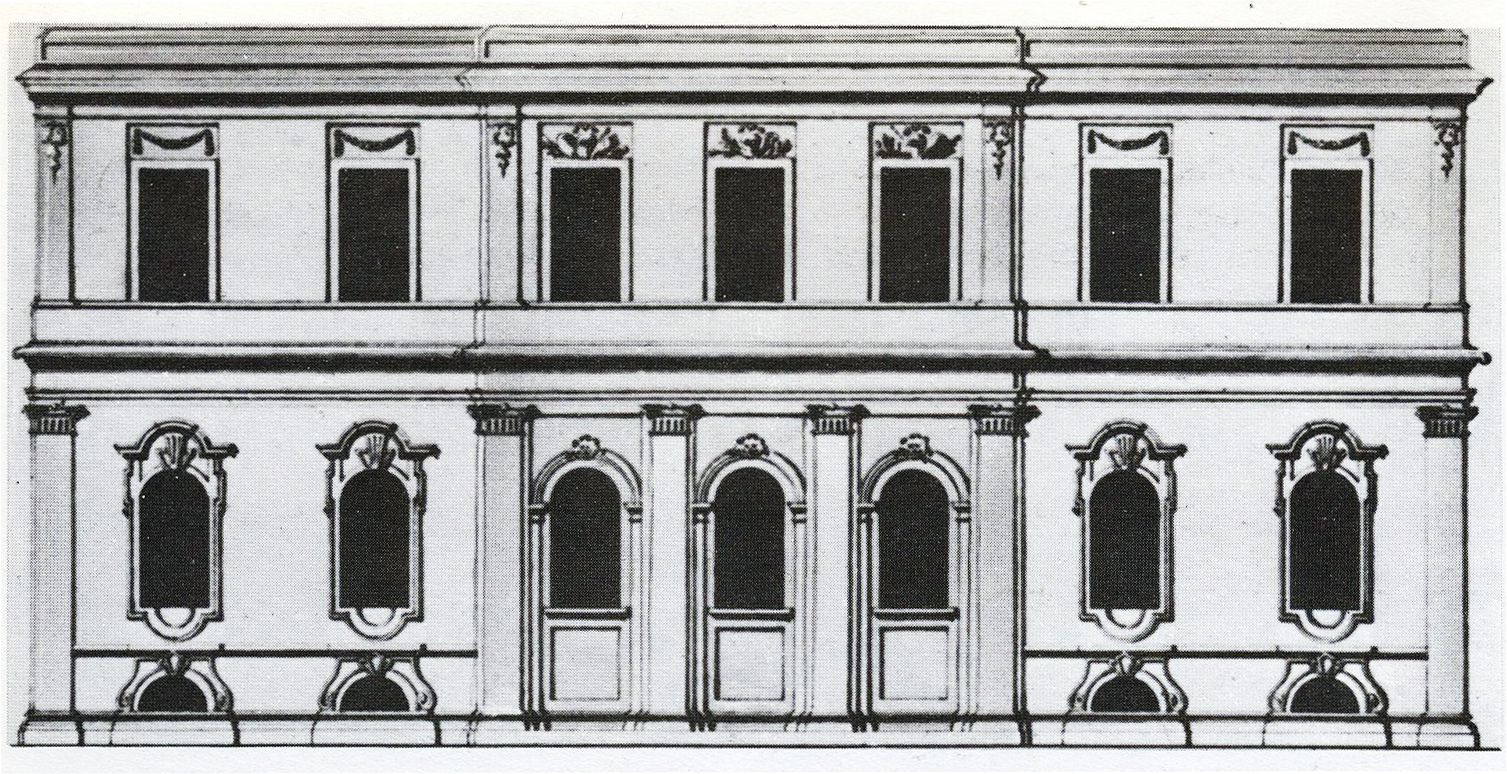
Фасад флигеля Зимнего дворца восточнее Малого Эрмитажа. 1765 г.
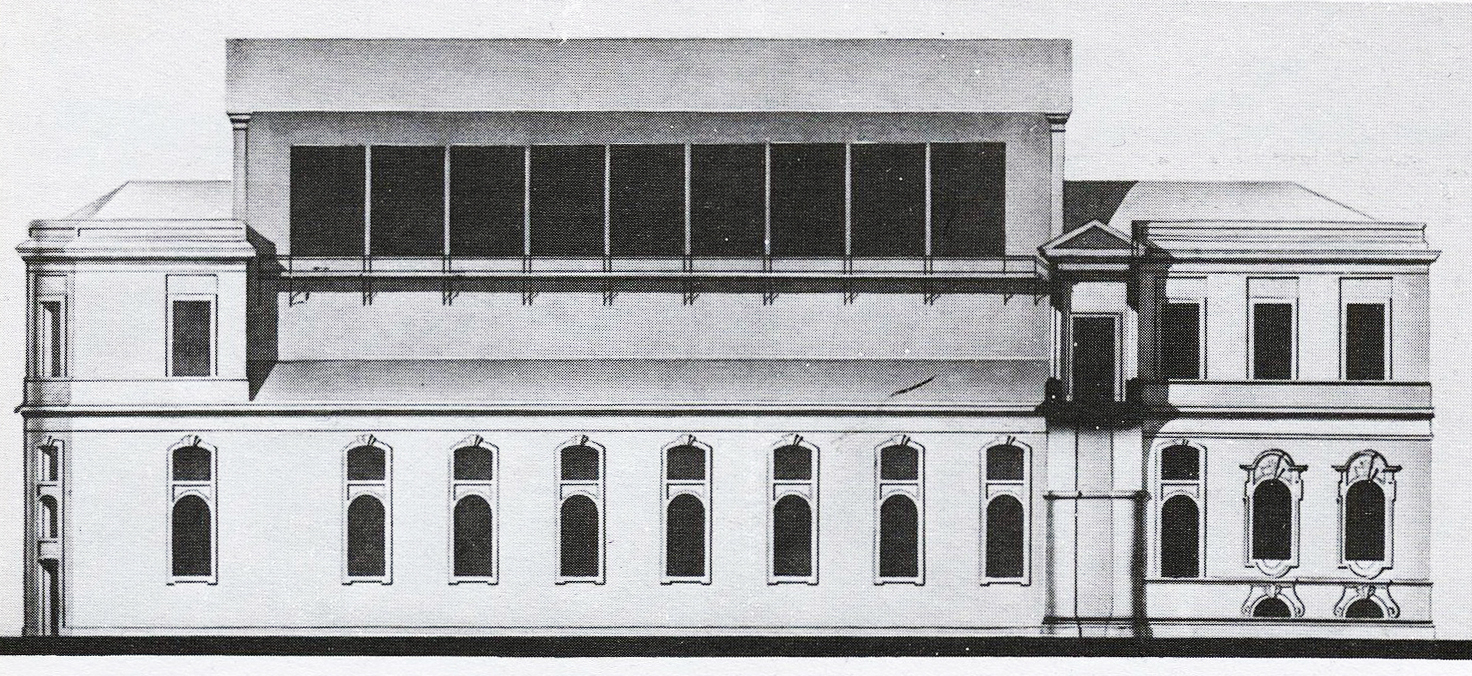
Манеж с надстройкой "жуидепома" и флигель Зимнего дворца. 1765 г.
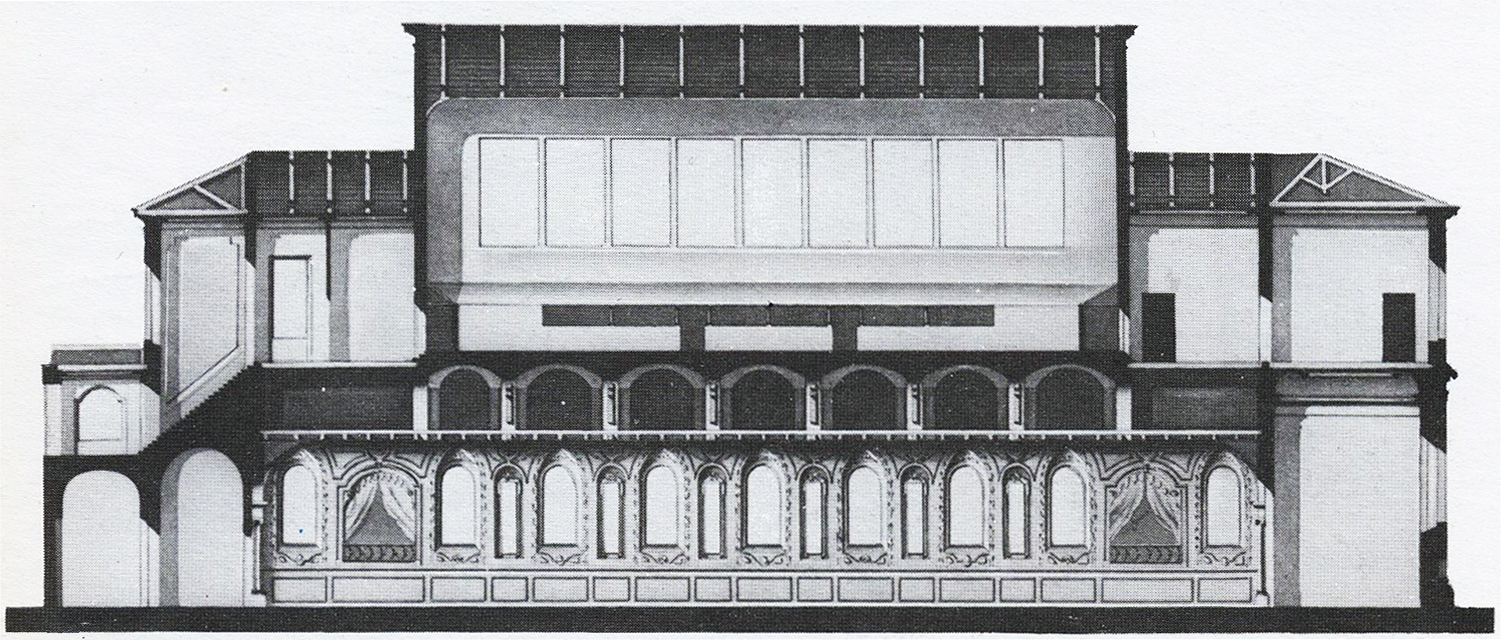
Манеж с надстройкой "жуидепома". Разрез. 1765 г.
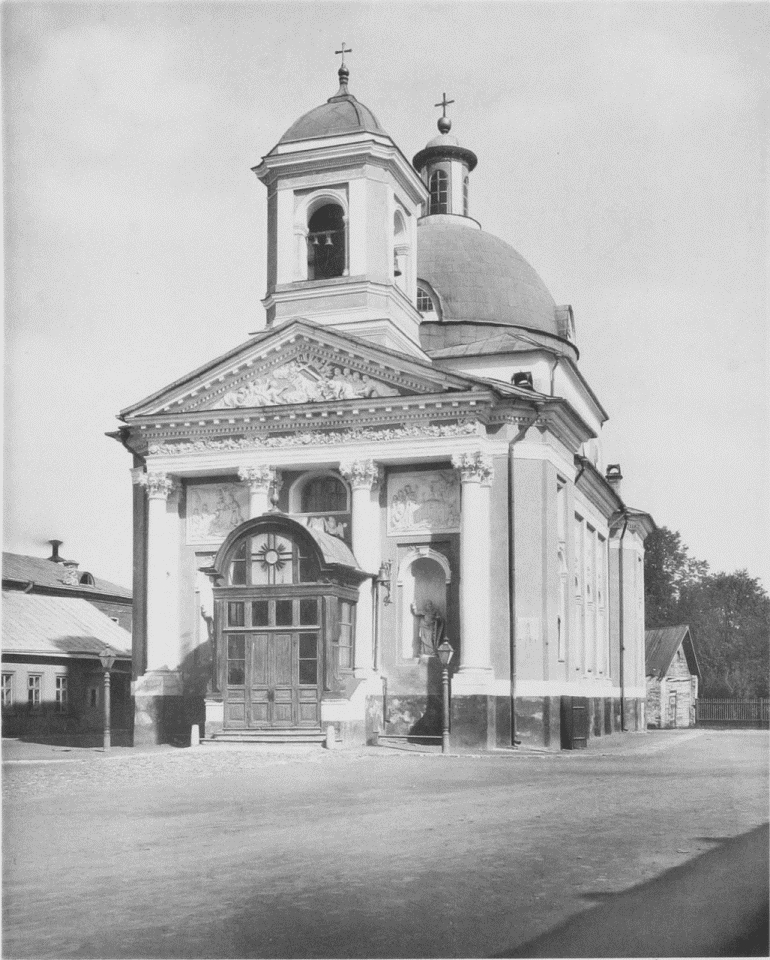
Крестовоздвиженская церковь в Москве